# Андреа Юнг
Андреа Юнг (нар. 28 серпня 1959) — CEO компанії Avon Products, член ради директорів компанії Apple. Входить до списку тридцяти найвпливовіших жінок США.

## Життєпис
Андреа Юнг народилась в Канаді в китайській сім'ї (мати із Шанхая, батько із Гонконга). У 2008 році вона отримує посаду в Раді директорів Apple, а у листопаді 2009 року стає CEO компанії Avon Products.